# خشم اژدهای جوان
خشم اژدهای جوان (به انگلیسی: New Fist of Fury) یک فیلم رزمی هنگ کنگی محصول سال ۱۹۷۶ به کارگردانی لو وی با بازی جکی چان است. این فیلم دنبالهٔ فیلم موفق خشم اژدها محسوب می‌شود و نخستین فیلم بلندی است که در آن، جکی چان به عنوان یک ستاره ظاهر می‌گردد.

## داستان
یک مرد جوان تصمیم می‌گیرد انتقام پدر بزرگش را بگیرد و توانایی خود را در هنرهای رزمی نشان دهد…